# Georges Ruggiu
Georges Henri Yvon Joseph Ruggiu, kurz Georges Ruggiu, auch Georges Omar Ruggiu, (* 12. Oktober 1957 in Verviers, Belgien) ist ein belgisch-italienischer Journalist und Rundfunkmoderator. Er beteiligte sich während des Völkermords in Ruanda an Verbrechen. Dafür wurde er am 1. Juni 2000 vom Internationalen Strafgerichtshof für Ruanda (ICTR) wegen Verbrechen gegen die Menschlichkeit und Völkermord zu zwölf Jahren Gefängnis verurteilt. Er ist der einzige Europäer, gegen den der ICTR ein Urteil fällte.

## Leben in Belgien
Georges Ruggiu wurde als Sohn eines italienischen Feuerwehrmannes und einer belgischen Lehrerin in Verviers, einer Stadt in wallonischen Teil Belgiens, geboren. Er hatte drei ältere Schwestern. Seine Schul- und Jugendzeit verlief unauffällig.
Nach Beendigung seines Wehrersatzdienstes arbeitete Ruggiu in seiner Heimatstadt als Sozialarbeiter für die belgische Sozialverwaltung. Zunächst kümmerte er sich um drogenabhängige Jugendliche, anschließend war er als Lehrer für geistig behinderte Kinder tätig. 1992 zog er nach Lüttich und arbeitete in einem Büro der belgischen Sozialversicherung. In seiner Freizeit engagierte er sich für hilfsbedürftige Personen. Seit 1990 wuchs sein Interesse an Ruanda, es entstand aus Kontakten zu ruandischen Studenten, die in seiner Nachbarschaft lebten. Diese Kontakte wurden immer umfangreicher und umschlossen ab Mitte 1992 Bekanntschaften zu in Belgien lebenden ruandischen Nationalisten. Zu diesem Kreis gehörten Studenten, Politiker, Offiziere, Diplomaten und Personen aus dem Umkreis der ruandischen Regierung. Ruggiu gründete zusammen mit anderen Personen die Bürgerinitiative Groupe de réflexion rwando-belge und veröffentlichte einige Artikel über das Arusha-Abkommen sowie die politische Lage in Ruanda.
Im August 1992 reiste Ruggiu aus Anlass der Hochzeit eines Freundes erstmals nach Ruanda. Anschließend verstärkte sich sein Interesse für das Land. Er stieg zu einer der Schlüsselfiguren in der ruandischen Szene Belgiens auf und nahm an wesentlichen Debatten teil. Im Frühjahr 1993 bezog der damals 35-jährige gegenüber der Rebellenbewegung Ruandische Patriotische Front (RPF) eine scharf ablehnende Haltung und unterstützte stattdessen das Regime des ruandischen Präsidenten Juvénal Habyarimana. Zur damaligen Zeit befand sich Ruanda im politischen Umbruch. Die RPF griff das Regime und die ruandische Armee mehrfach militärisch an und stellte dabei ihre Schlagkraft unter Beweis. Vor allem das Eingreifen von französischen Truppen sicherte den vorläufigen Machterhalt Habyarimanas. Dessen Herrschaft wurde jedoch nicht nur durch die RPF infrage gestellt, sondern auch durch die Geberinstitutionen, die energisch eine Demokratisierung des Landes forderten. Darüber hinaus entstanden im Land selbst Anfang der 1990er Jahre oppositionelle Parteien. Im Mai 1993 trafen sich Ruggiu und Habyarimana mehrfach. In den Gesprächen, zu denen der Staatspräsident persönlich einlud, ging es unter anderem um die Frage, wie das Image Ruandas und das Ansehen der Regierung innerhalb und außerhalb des Landes verbessert werden könne.

## In Ruanda 1994
Im November 1993 siedelte Ruggiu endgültig nach Ruanda um. Er gründete mit seiner ruandischen Freundin eine Familie und betätigte sich für die Präsidentenpartei Mouvement républicain national pour le développement (MRND). Habyarimana sorgte dafür, dass Ruggiu – obgleich gänzlich ohne journalistische Erfahrung – bei Radio-Télévision Libre des Mille Collines (RTLM) eine Anstellung als Rundfunkmoderator fand. Dieser Sender, der neben Ruggiu sieben weitere Journalisten beschäftigte, hatte am 8. August 1993 seinen Sendebetrieb aufgenommen, er entwickelte sich rasch zum zentralen Medium der Verbreitung von Hass auf die RPF, die Tutsi-Minderheit insgesamt und alle angeblich illoyalen Hutu. RTLM beschäftigte den Belgier, der seine Sendungen nicht in der Landessprache Kinyarwanda, sondern in französischer Sprache bestritt, vom 6. Januar 1994 bis zum 14. Juli 1994.
Gemäß dem Urteil gegen Ruggiu hat dieser über den Rundfunk zum Mord an Tutsi aufgerufen. Diese Aufrufe brachte er als Forderung vor, die „Kakerlaken“ (Inyenzi) zu vernichten – damit waren die Tutsi gemeint. Er rief die Hutu-Mehrheitsbevölkerung in den Wochen des Völkermords auf, ihrer Arbeit nachzugehen – ein für jeden in Ruanda dechiffrierbarer Appell zur Beteiligung am Massenmord. Die Génocidaires beglückwünschte er zu ihren Taten und feuerte sie an. Die Bevölkerung rief er zur Wachsamkeit auf. Tutsi-Verräter sollten ausfindig gemacht werden, der Sender wünsche Informationen über ihre Aufenthaltsorte, um sie verbreiten zu können.
Darüber hinaus griff er die moderate Premierministerin Agathe Uwilingiyimana über den Sender an und forderte sie auf, von ihrem Amt zurückzutreten. Gezielt attackierte Ruggiu ferner die United Nations Assistance Mission for Rwanda (UNAMIR). Er bezichtigte sie der Zusammenarbeit mit der RPF, dies gelte im besonderen Maß für Roméo Dallaire, den kanadischen Kommandeur dieser Friedenstruppe der Vereinten Nationen. Ruggiu behauptete nach dem 6. April 1994 öffentlich, für die Ermordung von Habyarimana sei die UNAMIR verantwortlich. Die Raketen, die die Präsidentenmaschine am Abend des 6. April 1994 getroffen haben, seien aus einem Gebiet abgefeuert worden, das unter der Kontrolle der UNAMIR gestanden habe.
Ruggiu agitierte insbesondere gegen Belgien und damit gegen das belgische Kontingent der Blauhelme. Es seien belgische Raketen gewesen, die auf die Präsidentenmaschine abgefeuert wurden. Belgien sei verantwortlich für die Unterdrückung der Hutu-Bevölkerungsmehrheit durch die Tutsi-Minderheit und unterstütze die RPF. Der belgische Botschafter plane einen Putsch. Belgier träten in neokolonialistischer und erpresserischer Manier auf, sie hätten – gleich ob Zivilisten oder Militärs – das zentralafrikanische Land darum sofort zu verlassen.
Am 12. April 1994 nahm Ruggiu zusammen mit anderen Journalisten nachweislich an einer Tour durch Kigali und Umgebung teil, die von der ruandischen Armee organisiert wurde. Art und Ausmaß der Massaker blieben Ruggiu dabei nicht verborgen. An direkten Gewalt- oder Tötungsakten hat sich Ruggiu gemäß dem Gerichtsurteil nicht beteiligt. Einigen Hilfsbedürftigen – Tutsi-Kinder und um Lebensmittel bittende Flüchtlinge, zu denen auch Tutsi gehörten – soll Ruggiu laut Gerichtsurteil in den Wochen des Genozids geholfen haben.

## Flucht und Verhaftung
Nach dem Ende des Völkermords floh Ruggiu am 14. Juli 1994 außer Landes. Zunächst hielt er sich in Zaire (heute Demokratische Republik Kongo) und Tansania auf, danach in Kenia. Um einer Verhaftung zu entgehen, lebte er an verschiedenen Orten unter verschiedenen Identitäten. Während der Flucht veröffentlichte Ruggiu ein Buch, in dem er bestritt, dass RTLM zur Gewalt gegen Tutsi aufgerufen habe. Die Sendungen hätten allein der Mobilisierung der Bevölkerung gegen die RPF gedient. In Kenia kam er in Kontakt mit Muslimen aus Somalia, konvertierte zum Islam und nahm den Namen Omar an. Am 23. Juli 1997 nahm ihn die kenianische Kriminalpolizei in Mombasa im Zuge einer größeren Verhaftungsaktion gegen Génocidaires fest. Am gleichen Tag überstellten ihn die Behörden in das Untersuchungsgefängnis des ICTR im tansanischen Arusha.

## Prozess, Urteil, Strafmaß und Haft
Der Prozess gegen Ruggiu vor der Ersten Strafkammer des ICTR begann am 14. August 1997. Dem Angeklagten wurden sechs Delikte zur Last gelegt: Verschwörung zum Völkermord, direkte und öffentliche Anstiftung zum Völkermord, gemeinschaftlich begangener Völkermord, Mord als Verbrechen gegen die Menschlichkeit, Verfolgung als Verbrechen gegen die Menschlichkeit und Ausrottung als Verbrechen gegen die Menschlichkeit. Am 24. Oktober 1997, dem vierten Verhandlungstag, erklärte der Journalist bezogen auf alle Anklagepunkte seine Unschuld.
Etwa zweieinhalb Jahre später, am 15. Mai 2000, zog er dieses Statement zurück und legte ein Geständnis ab. Es war bis zu diesem Zeitpunkt das dritte Schuldeingeständnis eines Angeklagten vor diesem Gericht. Die Zahl der Anklagepunkte wurde daraufhin reduziert. Die Vorwürfe lauteten nunmehr: Direkte und öffentliche Anstiftung zum Völkermord sowie Verfolgung als Verbrechen gegen die Menschlichkeit. Nach Angaben Ruggius war für diesen Meinungswandel eine Rede entscheidend, die ein Mitangeklagter vor anderen Gefangenen gehalten hatte. Hassan Ngeze, Chefredakteur der Zeitschrift Kangura und RTLM-Mitgründer, legte in dieser Rede dar, dass die Gewalttaten zwischen April und Juli 1994 ein geplanter Genozid gewesen seien. Auf Ruggiu wirkten diese Informationen verstörend. Er begann, das Geschehen vor dem Hintergrund dieser Aussage neu zu durchdenken. Zusehends isolierte er sich von seinen Mithäftlingen, die ihm mehr und mehr misstrauten. Schließlich nahm er Kontakt mit Vertretern des Gerichtshofs auf. Mit ihnen sprach er insgesamt ungefähr 60 Stunden lang über seine Arbeit.
Das Urteil gegen Ruggiu erging am 1. Juni 2000. Das Gericht sprach Ruggiu in beiden verbliebenen Anklagepunkten schuldig und verhängte eine zwölfjährige Freiheitsstrafe, die Untersuchungshaft wurde dabei angerechnet. Die Anklage, geführt von Carla Del Ponte, hatte am 15. Mai 2000 eine Strafe von 20 Jahren gefordert. Strafmildernd wertete das Gericht sein Geständnis, seine Zusammenarbeit mit dem Büro der Anklage, das Fehlen jeglicher Vorstrafen, den leicht zu beeinflussenden Charakter des Angeklagten sowie die offen gezeigte Reue. Ruggiu habe zudem weder bei RTLM noch im politischen System Ruandas eine Führungsposition bekleidet. Eigenhändig habe er sich nicht an direkter physischer Gewalt gegen die Opfer des Völkermords beteiligt. Während des Genozids habe Ruggiu einigen Hilfsbedürftigen und Verfolgten geholfen. Georges Ruggiu ist der erste Journalist, der wegen Aufhetzung zum Völkermord verurteilt wurde. Der Verurteilte legte keine Berufung gegen das Urteil ein. Die ruandische Regierung protestierte gegen das Gerichtsurteil, das ihrer Meinung nach zu milde ausgefallen sei.
Zehneinhalb Jahre seiner Haft verbrachte Ruggiu im Gefängnis des ICTR in Tansania. In dieser Zeit sagte er mehrfach in Prozessen dieses Gerichtshofs als Belastungszeuge aus. Ende Februar 2008 erfolgte sein Transfer nach Italien, wo er den Rest seiner Strafe verbüßen sollte. Am 21. April 2009 wurde er vorzeitig aus der Haft entlassen.

## Einzelbelege
1. ↑  Ruggiu gab am 24. Oktober 1997 bei seiner Einvernahme vor Gericht an, er sei belgischer und italienischer Nationalität (siehe Verhandlungsprotokoll (Seite nicht mehr abrufbar, festgestellt im März 2018. Suche in Webarchiven)  Info: Der Link wurde automatisch als defekt markiert. Bitte prüfe den Link gemäß Anleitung und entferne dann diesen Hinweis.). Vor Gericht waren die Details seiner doppelten Staatsbürgerschaft am 15. Mai 2000 Thema (siehe Verhandlungsprotokoll (Seite nicht mehr abrufbar, festgestellt im März 2018. Suche in Webarchiven)  Info: Der Link wurde automatisch als defekt markiert. Bitte prüfe den Link gemäß Anleitung und entferne dann diesen Hinweis.). In der Publizistik zu seiner Person wird überwiegend allein die belgische Staatsangehörigkeit erwähnt.
2. ↑  Angaben zu den Berufen der Eltern, zu den Geschwistern und zur Kindheit und Jugend nach The voice of terror (Memento vom 5. Oktober 2010 im Internet Archive), Artikel vom 30. Mai 2000 in der britischen Zeitung The Independent.
3. ↑  Angaben zur Berufstätigkeit nach The voice of terror (Memento vom 5. Oktober 2010 im Internet Archive), Artikel in The Independent vom 30. Mai 2000.
4. ↑  Deutsch: Ruandisch-belgische Bürgerinitiative.
5. ↑  Zur Lage Ruandas Anfang der 1990er siehe exemplarisch Steering Committee of the Joint Evaluation of Emergency Assistance to Rwanda: The International Response to Conflict and Genocide: Lessons from the Rwanda Experience. Darin besonders Tor Sellström and Lennart Wohlgemuth: Study 1: Historical Perspective: Some Explanatory Factors, hier Kapitel 1.
6. ↑  Informationen zu Ruggius Leben bis zu seiner Übersiedlung nach Ruanda finden sich im Urteil (Memento des Originals vom 10. August 2018 im Internet Archive)  Info: Der Archivlink wurde automatisch eingesetzt und noch nicht geprüft. Bitte prüfe Original- und Archivlink gemäß Anleitung und entferne dann diesen Hinweis. gegen ihn, Abschnitt 38–41.
7. ↑  Siehe Verhandlungsprotokoll vom 15. Mai 2000 (Seite nicht mehr abrufbar, festgestellt im März 2018. Suche in Webarchiven)  Info: Der Link wurde automatisch als defekt markiert. Bitte prüfe den Link gemäß Anleitung und entferne dann diesen Hinweis., S. 113 und passim.
8. ↑  Deutsch: Nationalrepublikanische Bewegung für die Entwicklung. 1993 änderte die Partei ihren Namen in Mouvement républicain nationale pour la démocratie et le développement (Deutsch: Republikanische Nationalbewegung für die Demokratie und für die Entwicklung).
9. ↑  Zu diesen Personen siehe die Übersicht in Article 19 (Hrsg.): Broadcasting genocide: Censorship, propaganda & state-sponsored violence in Rwanda 1990-1994. London 1996, ISBN 1-870798-33-3, S. 44 f. (englisch, article19.org [PDF; 680 kB; abgerufen am 6. Mai 2014]).
10. ↑  Alison Des Forges: Kein Zeuge darf überleben. Der Genozid in Ruanda. 1. Auflage. Hamburger Edition, Hamburg 2002, ISBN 3-930908-80-8, S. 209 (amerikanisches Englisch: Leave none to tell the story. Übersetzt von Jürgen Bauer, Behauptung Ruggius am 22. März 1994).
11. ↑  Die Rolle Ruggius während des Völkermords geht aus dem Urteil gegen ihn (Memento vom 21. Januar 2012 im Internet Archive), Abschnitt 44–45, hervor.
12. ↑  Siehe Verhandlungsprotokoll vom 14. August 1997 (Seite nicht mehr abrufbar, festgestellt im März 2018. Suche in Webarchiven)  Info: Der Link wurde automatisch als defekt markiert. Bitte prüfe den Link gemäß Anleitung und entferne dann diesen Hinweis., S. 8.
13. ↑  Nancy Amoury Combs, Guilty pleas, S. 96.
14. ↑  Angaben zur Konversion nach The voice of terror (Memento vom 5. Oktober 2010 im Internet Archive), Artikel vom 30. Mai 2000 in der britischen Zeitung The Independent.
15. ↑  Die Transkripte des Prozesses (Memento vom 14. August 2014 im Internet Archive) finden sich in der Datenbank des ICTR.
16. ↑  Anklage gegen Ruggiu (Memento vom 3. Januar 2014 im Internet Archive), (PDF-Datei, 927 KB).
17. ↑  Vor ihm bekannten sich Jean Kambanda und Omar Serushago schuldig.
18. ↑   Siehe Verhandlungsprotokoll vom 15. Mai 2005 (Seite nicht mehr abrufbar, festgestellt im März 2018. Suche in Webarchiven)  Info: Der Link wurde automatisch als defekt markiert. Bitte prüfe den Link gemäß Anleitung und entferne dann diesen Hinweis., S. 47 ff. Angabe zur Dauer seiner Zeugenaussagen gegenüber den Anklagevertretern nach Darryl Li, Echoes of violence. Considerations on radio and genocide in Rwanda (Memento vom 4. März 2016 im Internet Archive), Fußnote 13, in: Allan Thompson (Hrsg.): The media and the Rwanda genocide (Memento vom 30. April 2008 im Internet Archive), Pluto Press, Fountain Publishers, IDRC 2007, e-ISBN 1-55250-338-0.
19. ↑  Siehe Verhandlungsprotokoll vom 15. Mai 2000 (Seite nicht mehr abrufbar, festgestellt im März 2018. Suche in Webarchiven)  Info: Der Link wurde automatisch als defekt markiert. Bitte prüfe den Link gemäß Anleitung und entferne dann diesen Hinweis., S. 190.
20. ↑  Zur Urteilsbegründung und zu den Überlegungen hinsichtlich des Strafmaßes siehe das Urteil (Memento vom 21. Januar 2012 im Internet Archive), Abschnitt 46–80, sowie Kapitel IV.
21. 1 2  Michael Bitala: Ruanda-Gericht verurteilt Ausländer, in: Süddeutsche Zeitung vom 3. Juni 2000.
22. ↑  Siehe hierzu insbesondere die Ruggiu betreffenden Meldungen der Nachrichtenagentur Hirondelle.
23. ↑  Rwanda genocide court transfers Belgian reporter (Memento des Originals vom 14. August 2014 im Internet Archive)  Info: Der Archivlink wurde automatisch eingesetzt und noch nicht geprüft. Bitte prüfe Original- und Archivlink gemäß Anleitung und entferne dann diesen Hinweis., Reuters-Meldung vom 28. Februar 2008.
24. ↑  Informationen über Ruggiu (Memento vom 26. Juli 2009 im Internet Archive) auf der Website von TRIAL Watch.

| Personendaten    | Personendaten                                                       |
| ---------------- | ------------------------------------------------------------------- |
| NAME             | Ruggiu, Georges                                                     |
| ALTERNATIVNAMEN  | Ruggiu, Georges Henri Yvon Joseph; Ruggiu, Georges Omar             |
| KURZBESCHREIBUNG | belgischer Journalist, verurteilt infolge des Völkermords in Ruanda |
| GEBURTSDATUM     | 12. Oktober 1957                                                    |
| GEBURTSORT       | Verviers, Belgien                                                   |